# Burgplatz 1 (Plau am See)

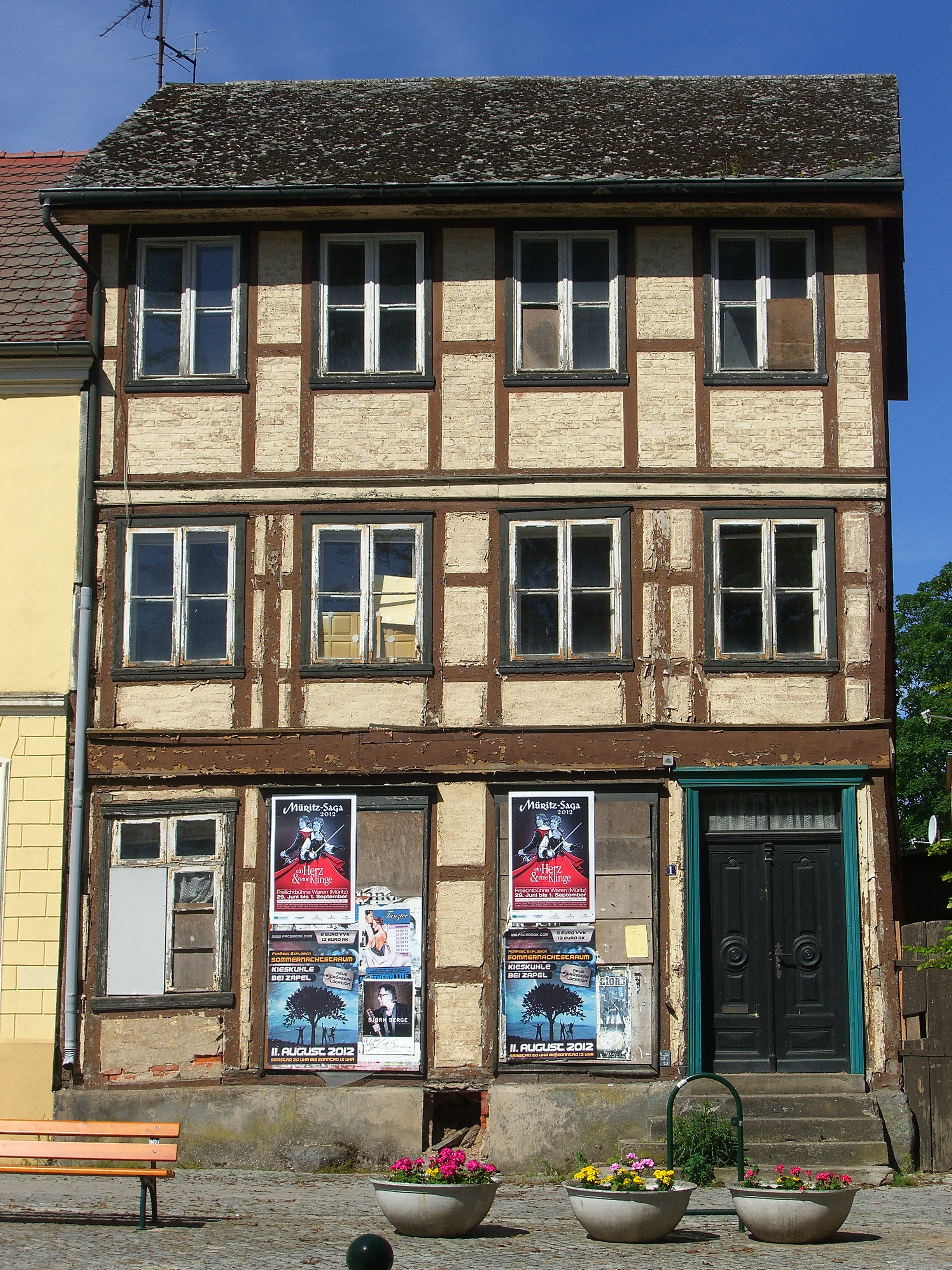
Vor der Sanierung (2012)

Das Haus Burgplatz 1 in Plau am See (Mecklenburg-Vorpommern) wurde vermutlich im 19. Jahrhundert gebaut. Das Gebäude steht unter Denkmalschutz.

## Geschichte
Plau am See ist im 13. Jahrhundert entstanden und wurde 1235 erstmals als Stadt erwähnt. Beim Stadtbrand von 1756 brannten viele Fachwerkhäuser ab.
Das dreigeschossige, hellgelbe frühere Wohn- und Geschäftshaus mit verputzten Ausfachungen aus Stein, englischrot gestrichenen Fachwerkbalken und einem Satteldach wurde nach dem Stadtbrand gebaut.
Das Haus wurde 2014, wie auch zuvor der Burgplatz, im Rahmen der Städtebauförderung saniert. Es wird nun durch Ferienwohnungen genutzt.